# Mele
Mele so naselje v Občini Gornja Radgona.